# Maha Mustafa

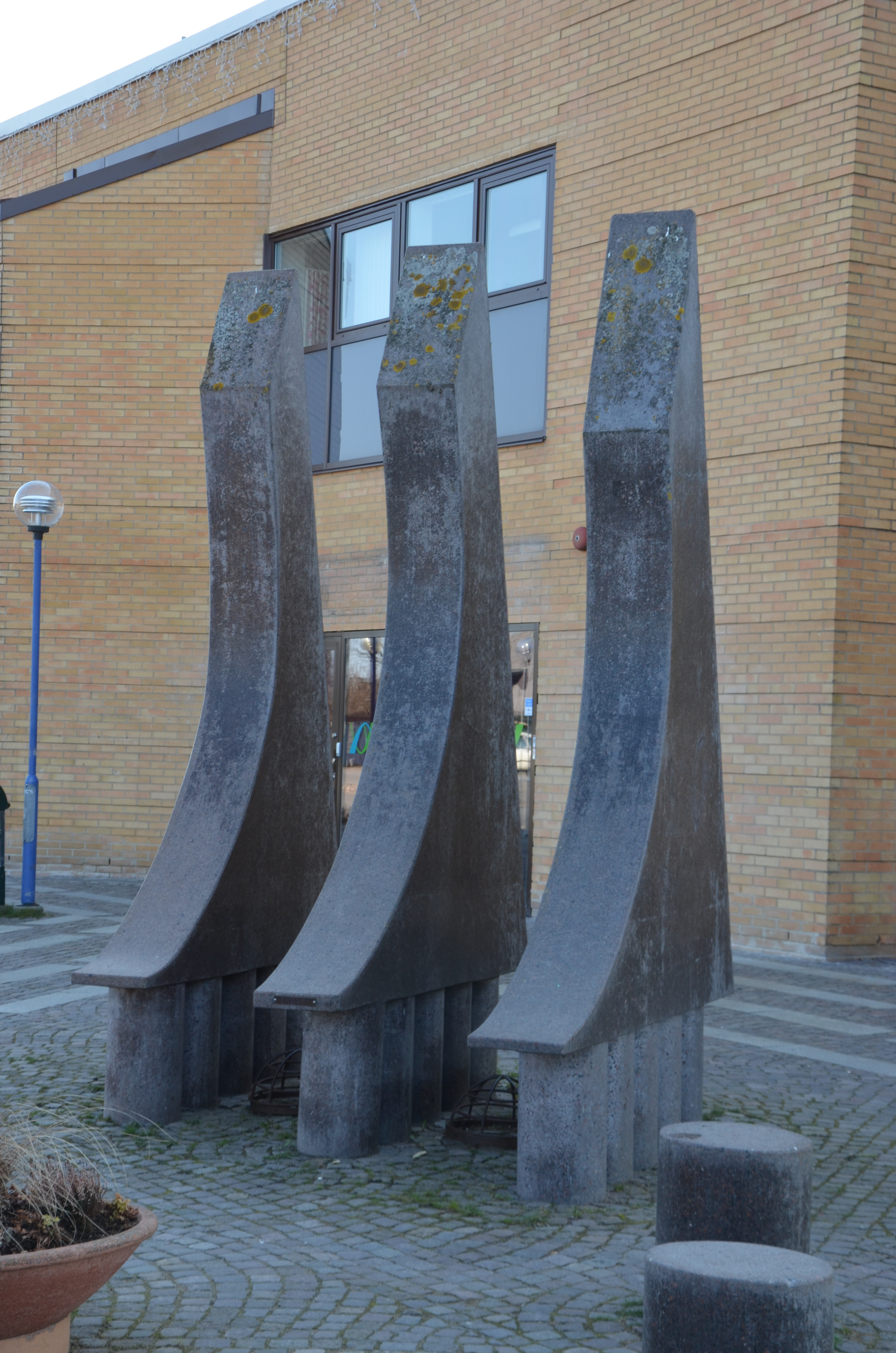
Tre segel med solen i Bjärred

Maha Abdul Karim Mustafa, född 17 december 1961 i Bagdad i Irak, är en svensk skulptör.
Maha Mustafa utbildade sig under fyra år i skulptur och keramik på Konstakademien i Bagdad. Hon flyttade till Sverige omkring 1990.
Maha Mustafa vann 2014 Malmö stads tävling om en skulptur på det kommande Dag Hammarskjölds torg på Universitetsholmen i Malmö med förslaget Passage. Skulpturen planeras vara klar i september 2016.[uppföljning saknas]
Hon bor och arbetar i Malmö och i Kanada och är gift med konstnären Ibrahim Rashid (född 1957).

## Offentliga verk i urval
- Tre segel med solen, 1994, Bjärreds centrum
- Väggskulptur, våning 43 i Turning Torso i Malmö
- Approaching red, stål, 2013, Concord CityPlace, 23 Spadina Avenue, Toronto, Kanada